# Peyres-Possens
Peyres-Possens (toponimo francese) è stato un comune svizzero del Canton Vaud, nel distretto del Gros-de-Vaud.

## Storia
Nel 2013 il comune di Peyres-Possens, composto dalle frazioni di Peyres e Possens, è stato accorpato agli altri comuni soppressi di Chanéaz, Chapelle-sur-Moudon, Correvon, Denezy, Martherenges, Neyruz-sur-Moudon, Saint-Cierges e Thierrens per formare il nuovo comune di Montanaire.

### Simboli
Il territorio del comune apparteneva un tempo alla signoria di Dommartin. Per questo motivo, il comune adottò lo stemma dei Signori di Dommartin ma con gli smalti argento e rosso invertiti.

## Società

### Evoluzione demografica
L'evoluzione demografica è riportata nella seguente tabella:
Abitanti censiti

## Amministrazione
Ogni famiglia originaria del luogo fa parte del cosiddetto comune patriziale e ha la responsabilità della manutenzione di ogni bene ricadente all'interno dei confini del comune.